# Армяно-татарская резня (1905—1906)

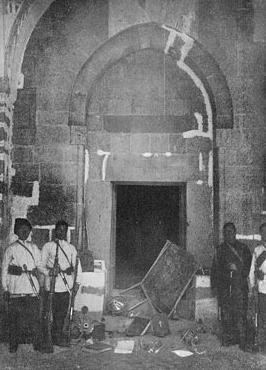
Разорённая армянская церковь в Нахичеванском уезде

Армя́но-татарская резня (арм. Հայ-թաթարական ընդհարումներ), или армяно-мусульманская война (азерб. Erməni-müsəlman davası), — кровавые столкновения в Закавказье между армянами и татарами (согласно нынешней терминологии — азербайджанцы, согласно терминологии того времени и переписи населения 1897 года — «татары», язык указывался как «татарский», далее в тексте статьи используется современная терминология — азербайджанцы) во время революции 1905 года. Наиболее жестокие столкновения имели место в Баку в феврале и августе и в Нахичевани в мае 1905 года. По данным американского тюрколога-азербайджановеда Тадеуша Свентоховского, в ходе столкновений 1905 года было разрушено около 158 азербайджанских и 128 армянских поселений и погибло, по разным оценкам, от 3 до 10 тыс. человек.

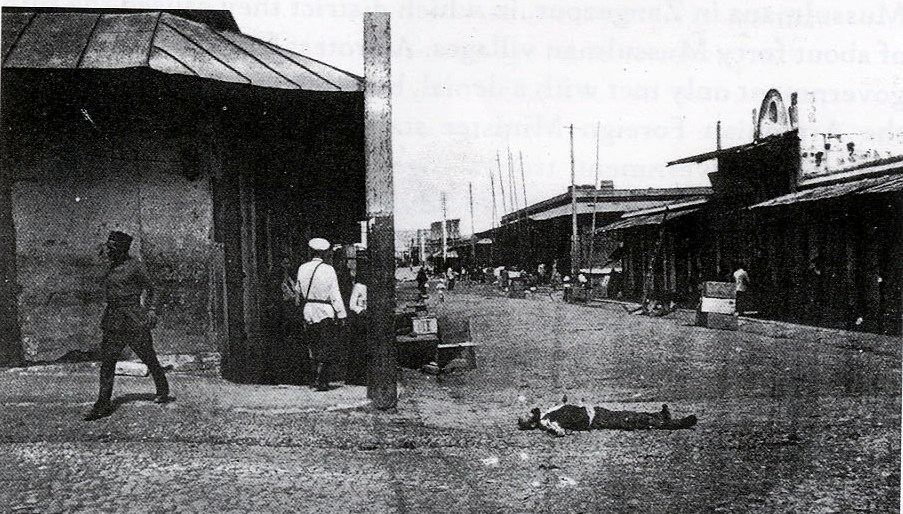
Труп убитого азербайджанца на улицах Баку. 7 октября 1905 г.

Первый крупный конфликт между азербайджанцами и армянами.
Несмотря на совместные попытки христианских армянских и мусульманских духовных деятелей Закавказья положить конец кровопролитию, царские власти не предприняли ничего, чтобы восстановить порядок.

## Предпосылки и общий ход резни
Как указывает историк Йорг Баберовски, одной из предпосылок враждебного отношения к армянам, проявившегося в российском Закавказье в последние десятилетия XIX века, стала непредставленность мусульманского населения в местных органах власти. В частности, согласно реформе 1870 года, нехристианам полагалось не более трети мест в городских советах (а с 1892 года — не более 20 %). Эти меры, изначально направленные против евреев, в Закавказье затронули в первую очередь мусульман, хотя, например, в Баку они, будучи основными владельцами собственности, составляли около 80 % электората.

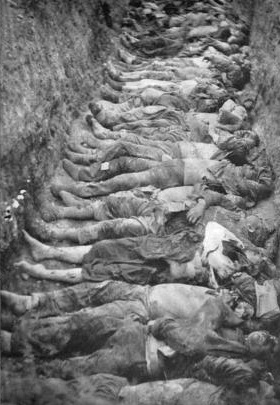
Братская могила убитых армян в Нахичевани

После присоединения Закавказья к России центральное правительство попыталось распространить юридические и культурные нормы на приобретенную территорию, однако столкнулось с сопротивлением мусульманского населения. Русский суд считал преступлением определённые в тогдашнем мусульманском обществе обычаи и бытовые устои домостроя, некоторые из которых проистекали из исламских законов шариата и обычаев мусульманского общества, а некоторые из которых не считались за тяжкие правонарушения, и русскими судебными и законодательными системами и органами власти рассматривались как мусульманские традиции: кровная месть, ношение оружия, брак с несовершеннолетними, многоженство, кража скота. Лжесвидетельство в гражданских судах приняло массовый характер. С момента присоединения Закавказья царское правительство стремилось к культурной однородности населения региона. Поэтому были приняты меры к ослаблению позиций мусульманской аристократии. Для последней цели в административные органы назначались представители христианских народов региона. Не имея возможности опереться на значительное русское население, царское правительство отводило армянам как своим единоверцам роль проводника своих интересов, надеясь использовать доминирующее положение армян в административных органах для сдерживания «исламской опасности». Однако результатом этого стало развитие у армян чувства национальной исключительности, что не соответствовало проводимой правительством политике ассимиляции. Поэтому начиная с 1880-х годов царское правительство поставило перед собой цель подорвать армянское господство в городах Закавказья. Назначенный в 1886 году Главноначальствующим Кавказской администрацией Григорий Голицын, поддерживая мусульман, сразу начал проводить армянофобскую политику. В ответ на недовольство мусульман диспропорционально большим представительством армян на государственной службе (по утверждениям, они занимали от 50 до 90 процентов должностей), он сократил число чиновников-армян и заполнил освободившиеся вакансии мусульманами. Таким образом почти все армяне были уволены с руководящих постов, а на их места были назначены мусульмане. В окружении Дондукова-Корсакова и Голицына распространились антиармянские настроения, чем-то напоминающие антисемитский бред. Так, например, в докладной записке тайной полиции докладчик жаловался, что в армянских школах и газетах вспоминают о великом армянском царстве, в чём он усматривал опасность, ведь согласно ему «армяне это те же самые евреи». В 1885 году было закрыто 160 армянских школ, а в марте 1889 года вышел указ об исключении истории и географии Армении из школьных планов. На самом пике проводимой антиармянской компании армянские школы были включены в общерусскую систему образования, а в 1903 году была конфискована собственность Армянской апостольской церкви. Итогом этой политики стало то, что армянское национальное движение стало усваивать террористические методы. В результате, в ответ на репрессивные меры по отношению к армянам было произведено несколько покушений на государственных чиновников. Одним из самых резонансных было покушение на Голицына, после которого в 1903 году он покидает Кавказ. Правление Григория Голицына было единственным случаем отхода царизма от проармянских позиций
Нападения членов армянской организации Дашнакцутюн на царских чиновников дали властям возможность проверить лояльность мусульман. Последние, в свою очередь, восприняли пособничество правительства, как молчаливое согласие с претензией мусульман на господство в городах Бакинской и Елизаветпольской губерний. В январе 1905 году в чайханах распространяется слух, что армяне хотят напасть на мусульман во время шиитского праздника Магеррам (Мухаррам). В таких условиях похороны любой жертвы заказного убийства, ареной которых тогда был Баку, превращались в общенациональные демонстрации. 6 февраля после расстрела армянами рабочего-азербайджанца в Баку начался погром. Вооружённые группы мусульман, съехавшиеся или собранные в центре Баку, убивали всех встречных армян. На второй день погрома толпа стала грабить армянские лавки и докатилась до бараков нефтяной фирмы Питоева, где только 8 февраля было убито более 40 армян. Погромы продолжались пять дней. Местные власти не принимали никаких мер к зачинщикам. Как отмечает Баберовски, хотя подозрение, что губернатор сам спровоцировал погромы, окончательно не подтвердилось, однако участие в насилии властей не вызывает сомнения. Полиция не вмешивалась в столкновения. Известны случаи, когда полицейские выдавали армян преследователям. Следственной комиссии Кузминского были предоставлены свидетельства, что на одном из полицейских участков тюркским рабочим выдавали огнестрельное оружие под залог паспортов. В февральском меморандуме министра финансов Коковцева бездействие органов власти было охарактеризовано как скандальное и чудовищное, а престиж России на международной арене как безнадежно подорванный.
В февральской резне в Баку, согласно британскому консулу в Баку Патрику Стивенсу, погибло 900 армян и 700 мусульман.

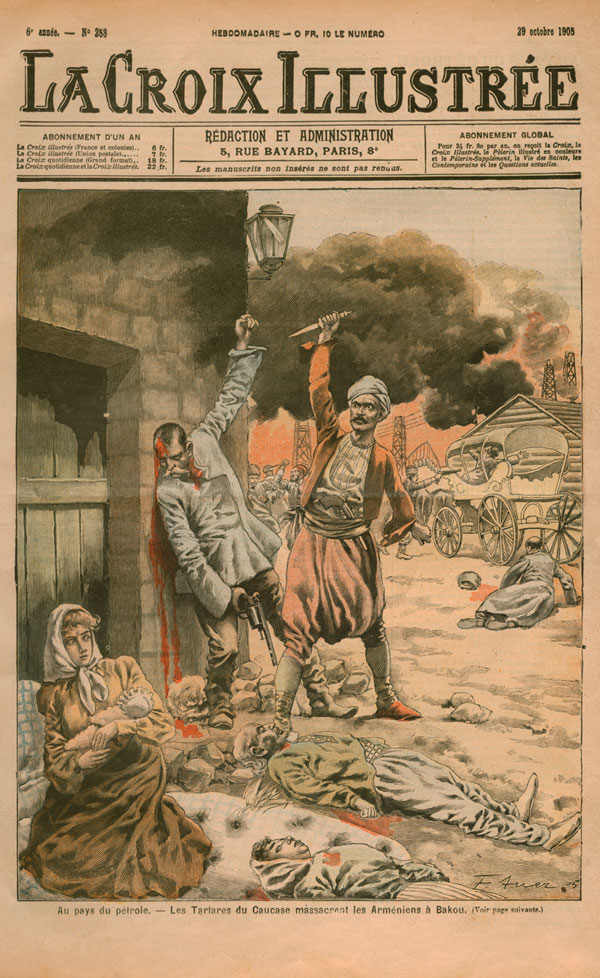
«Резня армян татарами в Баку». Титульный лист номера французского газеты La Croix, 1905 год.

Этот конфликт быстро вышел из-под контроля и к лету 1905 охватил целые уезды Закавказья со смешанным армяно-азербайджанским населением. Консул Стивенс в своем письме госсекретарю иностранных дел Лансдауну 20 июня 1905 года писал: «Резня армян и татар в Нахичевани и Эривани и во всех сёлах уездов упомянутых городов приняла очень тревожные масштабы. К сожалению, партии, посвятившие себя резне, настолько полны решимости нанести друг другу тяжелейший ущерб, что в некоторых местах целые деревни сравнены с землёй в результате подстрекательства».
2 сентября 1905 в Баку вновь вспыхнули армяно-азербайджанские столкновения. Однако, как указывает американский историк Джастин Маккарти, российская политика «разделяй и властвуй» на этот раз не сработала, и хоть столкновения начались на почве армяно-азербайджанской ненависти, они вскоре переросли во всеобщее восстание, где русские рабочие играли основную роль. Британский вице-консул в Баку Макдонелл указывал, что «[мусульманский] народ в целом сыграл роль пассивных наблюдателей» и отметил, что если бы мусульмане поголовно вступили бы в конфликт, ни одного армянина не осталось бы в живых. Консул Стивенс оценивал количество убитых в 275 татар (азербайджанцев), 150 русских, 95 армян и около 100 солдат, но, по мнению Джастина Маккарти, эти цифры составляют лишь небольшую часть реального количества убитых. Русские солдаты, прибывшие для установления порядка, прибегали для этого к крайним формам насилия. Джастин Маккарти указывает со ссылкой на данные консула Стивенса, что от этого больше всего пострадали мусульманские села.
Отдельные случаи насилия продолжались и в октябре. Подавить беспорядки власти смогли только в 1906 году, направив на Кавказ экспедицию под командованием генерала Максуда Алиханова-Аварского (впоследствии убитого революционерами-дашнаками). Назначенный в апреле 1905 года наместником Кавказа граф Воронцов-Дашков добился смягчения антиармянской позиции власти и возврата имущества армянской церкви. После внешнеполитических конфликтов с Османской империей позиция власти снова становится проармянской, избегая при этом открытой дискриминации мусульман.
Согласно Сванте Корнеллу, за четыре дня боев в Баку погибли 126 азербайджанцев и 218 армян.
По данным Бакинского статистического бюро и татаро-российско-армянского комитета помощи пострадавшим, погибло 205 армян, среди которых 7 женщин, 20 детей, 13 пожилых людей, а также 121 человек был ранен. Среди азербайджанцев всего было 111 убитых, в том числе 2 женщины, ни одного ребёнка или пожилого человека, а также 128 раненых
Луиджи Виллари, касаясь столкновении 25 мая в Нахичевани, приводит официальные сообщения, в которых говорится, что «из 52 деревень с армянским или смешанным армяно-татарским населением 47 подверглись нападению, а из них 19 были полностью разрушены и оставлены их жителями. Общее число погибших, в том числе в городе Нахичевань, составило 239 человек. Позже, в отместку, армяне напали на татарскую деревню, убив 36 человек».
Другие источники, такие как Даснабедян или Уолкер утверждают, что азербайджанская сторона начала конфликт, что дало армянам повод дать несоизмеримо более сильный ответ. Уолкер также указывает на попустительство властей к действиям татар, из-за чего последние оставались безнаказанными.
Британские дипломаты считали причиной неспособность и нежелание русских властей поддерживать межнациональное равновесие, и в частности их антиармянский настрой, пришедший на смену настрою проармянскому. По их мнению, «русские власти вместо того, чтобы улучшить отношения между двумя расами путём беспристрастного администрирования, пошли путём принципа „разделяй и властвуй“. Определённое время они высказывали фаворитизм армянам за счет татар. Все небольшие должности были даны первым, что дало преимущество им против татар, которых они раздражали коррупцией и взысканиями. Позже русские власти поменяли политику, считая, что армяне становятся доминирующими, и из-за растущей деятельности армянских революционных обществ.»

Я. Саркисбеков писал, что тюркский большевик М. Азизбеков говорил:
«массы, как армянские, так и тюркские, неповинны в происшедшем. Виноват режим, натравливающий одну часть населения на другую».
Эти события до последнего времени не были предметом научного исследования в русскоязычной литературе. На Западе данный вопрос затрагивался в трудах ряда исследователей, однако специальных исследований также не было.

## Оценки характера и причин резни
Общественное мнение, и в особенности революционеры, обвиняли царские власти не только в намеренном бездействии и попустительстве, но и в активном провоцировании резни. Утверждалось, что власть натравила лояльное (в силу малой политизированности) мусульманское население на проникнутых революционным духом армян, стремясь запугать их. Это же мнение разделяли и за рубежом.
Виктор Макаренко, доктор политических наук из Южного федерального университета, пишет, что армяно-татарская резня была следствием сложной манипулятивной политики «разделяй и властвуй», которую царское правительство проводило десятилетиями между национальностями в регионе, сама резня началась 6 февраля 1905 года, после того как «армяне в центре Баку застрелили мусульманского рабочего-нефтяника. После этого в городе началась пятидневная взаимная резня». Макаренко также отмечает, что полиция открыто встала на сторону мусульман: «Полиция вела себя пассивно, полицмейстер в сопровождении 50 казаков ездил верхом по охваченному пожарами городу, не вмешиваясь в происходящее. Казаки сдавали армян на расправу преследователям-мусульманам. Одновременно в полицейском участке тюркским рабочим выдавали винтовки и револьверы под залог паспортов».
Согласно профессору Фирузу Каземзаде: «Невозможно возложить вину в резне на какую-либо сторону. Видимо, в одних случаях азербайджанцы (Баку, Елизаветполь) сделали первые выстрелы, в других (Шуша, Тифлис) — армяне». Он же отмечает, что «Дашнакцутюн», будучи партией, несёт бо́льшую часть ответственности, поскольку часто она была ведущей силой в совершении массовых убийств. Дашнаки организовывали группы, аналогичные тем, что действовали в Турции, и состоявшие в основном из армянских беженцев из этой страны. Такие группы должны были нападать на мусульман и истреблять население целых деревень. У азербайджанцев же не было организации, сопоставимой с «Дашнакцутюн». Они сражались без координации или плана.
Публицист И. Алибегов видел «основную причину всех ужасов армяно-татарских столкновений» в «общем полицейско-бюрократическом режиме „самодержавной“ власти», под сенью которого, по Алибегову, нашли пристанище «панисламисты, провокаторы, любители „чужого добра“, разоряющиеся мусульманские феодалы, кровожадные агенты „самодержавнаго“ правительства и прочие подонки общества», «провокационной агитации» которым он и приписывает резню Кроме того, армяне, рассматривавшие события в России на фоне резни армян в Турции, считали их частью панисламистского заговора, направленного на истребление христиан, и приписывали агитации агентов турецкого султана Абдул-Хамида. В этой связи русский писатель и публицист А. В. Амфитеатров указывал на конкретные факты «мусульманского заговора» сторонников Абдул-Хамида, раскрытого, по его словам, в Елисаветполе (Гяндже) в конце девяностых годов.
Луиджи Виллари отмечал, что «татарская интеллигенция является неистово антиармянской» и пользуется поддержкой правительства, видящего в ней противовес национальным и социалистическим устремлениям армян.

## В искусстве
Тема армяно-татарской резни 1905 года была освещена в пьесе азербайджанского драматурга Джафара Джаббарлы «В 1905 году» и в первом азербайджанском звуковом художественном фильме «Бакинцы» (1938).